# 1069 Планкія
1069 Пла́нкія (1069 Planckia) — астероїд головного поясу, відкритий 28 січня 1927 року.
Тіссеранів параметр щодо Юпітера — 3,161.